# Ронко-Скривия
Ро́нко-Скри́вия (итал. Ronco Scrivia, лиг. Ronco) — коммуна в Италии, в регионе Лигурия, подчиняется административному центру Генуя.
Население составляет 4493 человека (2008), плотность населения — 147 чел./км². Занимает площадь 31 км². Почтовый индекс — 16019. Телефонный код — 010.
Покровительницей коммуны почитается Пресвятая Богородица, празднование 16 июля.

## Демография
Динамика населения:

## Администрация коммуны
- Официальный сайт: http://www.comune.roncoscrivia.ge.it/